# Nimbochromis fuscotaeniatus
The 'Spothead Hap hoặc Fuscotaeniatus Hap (Nimbochromis fuscotaeniatus) là một loài cá thuộc họ Cichlidae.
Nó là loài đặc hữu của Malawi. Môi trường sống tự nhiên của chúng là hồ nước ngọt.